# الشعبات (المفلحي)

تعديل مصدري - تعديل

الشعبات هي إحدى قرى عزلة المفلحي بمديرية المفلحي التابعة لمحافظة لحج، بلغ تعداد سكانها 34 نسمة حسب تعداد اليمن لعام 2004.